# Svenska mästerskapen i fälttävlan 2008
Svenska mästerskapen i fälttävlan 2008 avgjordes i Strömsholm. Tävlingen var den 58:e upplagan av Svenska mästerskapen i fälttävlan.

## Resultat
| Placering | Ryttare              | Häst          |
| --------- | -------------------- | ------------- |
| 1         | Christoffer Forsberg | Piece of Hope |
| 2         | Viktoria Carlerbäck  | SGT Pepper    |
| 3         | Emelie Westin        | Overlord      |
| 4         | Christoffer Forsberg | Grafman       |
| 5         | Ida Sandin           | Oxford        |
| 6         | Anneli Persson       | Lupin         |